# Пчак

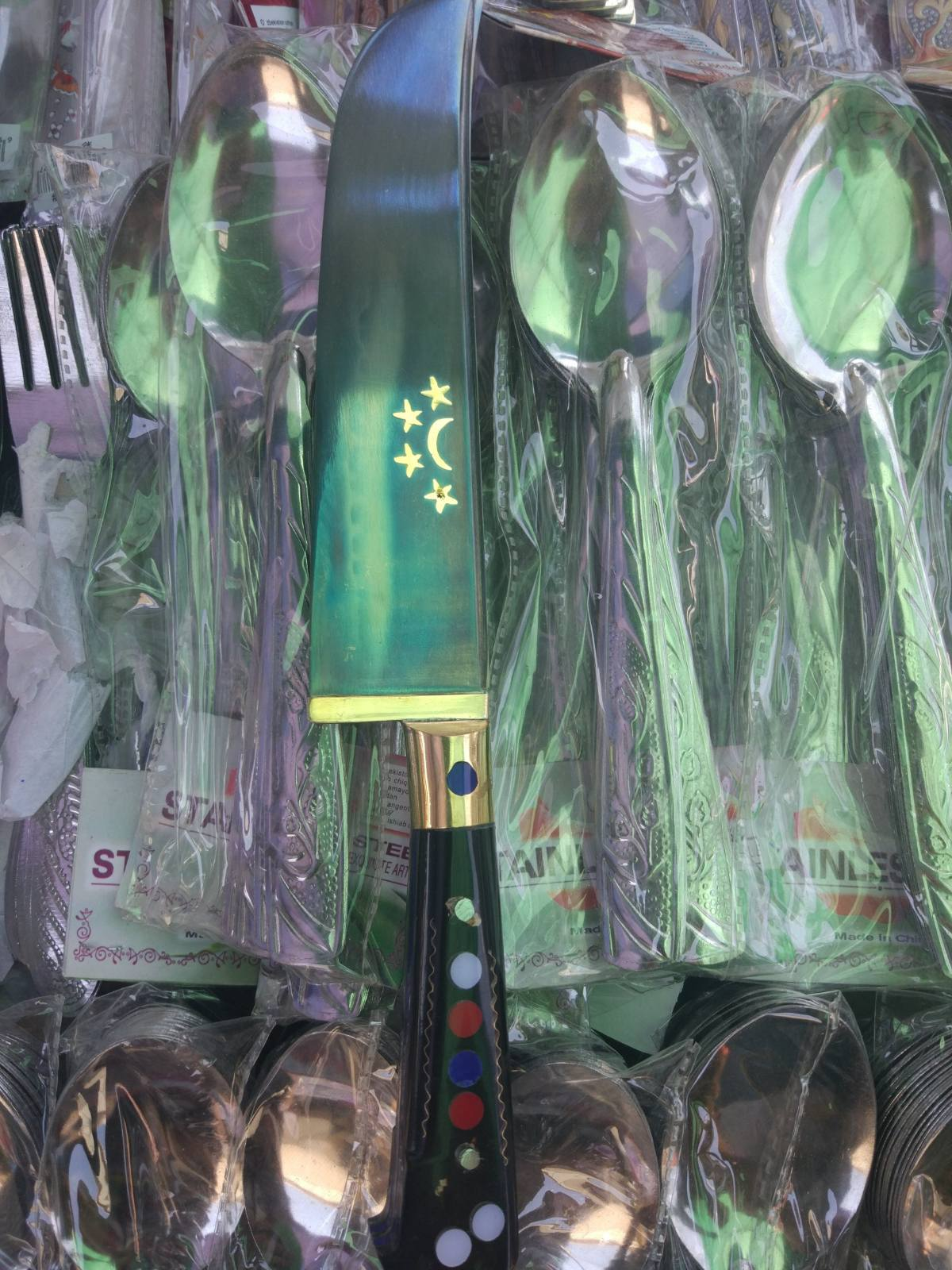
Узбекский пчак

Пчак или пичак (узб. Pichoq — «нож») — национальный нож среднеазиатских народов — узбеков и уйгур.

## История
Нож традиционно имеет прямой широкий клинок из углеродистой стали клиновидного сечения с односторонней заточкой, иногда с узким долом вдоль обуха. Тонкая круглая в сечении рукоять крепится на уровне обуха, слегка расширяется к головке, иногда оканчивается клювовидным навершием. Она может быть сделана из рога, кости или дерева, также наборной из цветного камня, пластика. Пчак носится в широких прямых кожаных ножнах. Распространён по всей Средней Азии с небольшими отличиями в орнаменте и пропорциях.
Известны традиционные районы изготовления пчаков: Янгигисар, древний уйгурский город в Восточном Туркестане, а также Самарканд и Шахрихан в Узбекистане.

### Классификация пчаков
Ножи-пчаки различаются по предназначению, форме клинка и способу монтажа рукояти.
По предназначению:
- Нарын-пичок — пчак для разрезания теста;
- Кассоб-пичок — мясной пчак;
- Бола-пичок — сувенирный пчак;
- и так далее.

По форме клинка:
- Толбарги пичок — клинок с приспущенным обухом, похож на ивовый лист;
- Тугри пичок — пчак с прямым обухом;
- Хиссори пичок, Козоки пичок, Бодомча пичок — лезвие заканчивается миндалевидным кончиком;
- Кайики пичок — клинок имеет вздернутое на манер ладьи остриё;
- Сойли пичок и Комалак пичок — лезвие имеет канавку-дол, проходящую вдоль обуха;
- ':Кушкамалак пичок — лезвие имеет двойную канавку.

По рукоятям выделяли следующие виды пчаков:
- Сукма даста — цельная рукоять из рога, дерева, кости или металла, насаженная на хвостовик клинка;
- Ерма даста — накладная рукоять;
- Накшинкор даста — рукоять украшена растительным узором (в Хиве называется Гульдор даста);
- Чилмихгулли даста — рукоять украшена узором из шляпок оловянных гвоздиков.
- Елда даста — рукоять имеет слегка изогнутую форму с округлым навершием.